# Spandauer Straße 68

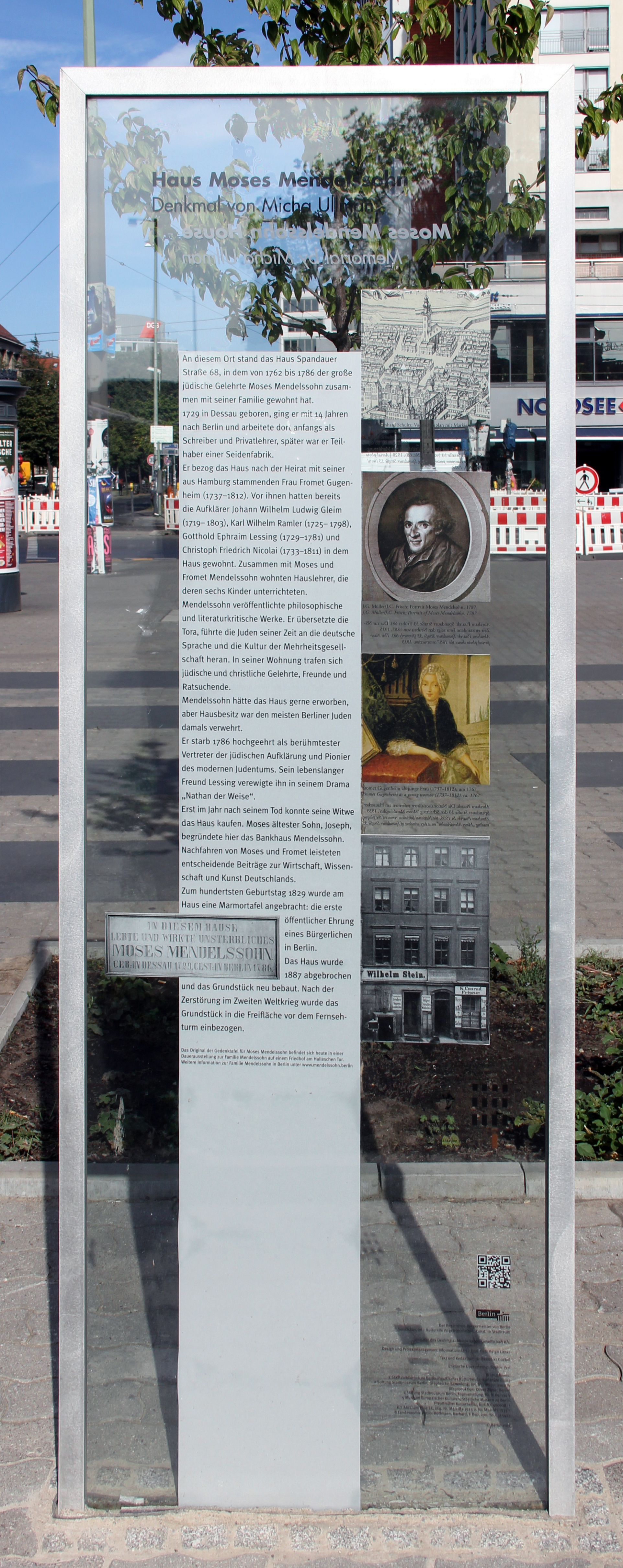
Denkmal von Micha Ullman, 2016

Das Haus Spandauer Straße 68 war ein Wohn- und Geschäftshaus im Marienviertel in Berlin-Mitte. Es war im 18. Jahrhundert ein Zentrum der Berliner Aufklärung um die Dichter und Philosophen Moses Mendelssohn, Gotthold Ephraim Lessing und Friedrich Nicolai. 1887 wurde es abgerissen und durch ein neues ersetzt. Dieses wurde 1945 zerstört. An seiner Stelle befindet sich seit 2016 ein Denkmal von Micha Ullman.

## Lage
Das Haus befand sich an der nördlichen Seite der Spandauer Straße zwischen der damaligen Bischof- und Papestraße. Die Nummerierung wechselte mehrmals: Nr. 22 (bis 1799), Nr. 68 (1800–1912), Nr. 33 (1913–1945), Nr. 6 (seit etwa 2015). In der Literatur wird es durchgängig als Spandauer Straße 68 bezeichnet.
An dessen Stelle befinden sich jetzt Gehweg und Teile der Fahrbahn an der Ecke Spandauer Straße/Karl-Liebknecht-Straße an der Seite zur Marienkirche im Park am Fernsehturm.

## Geschichte

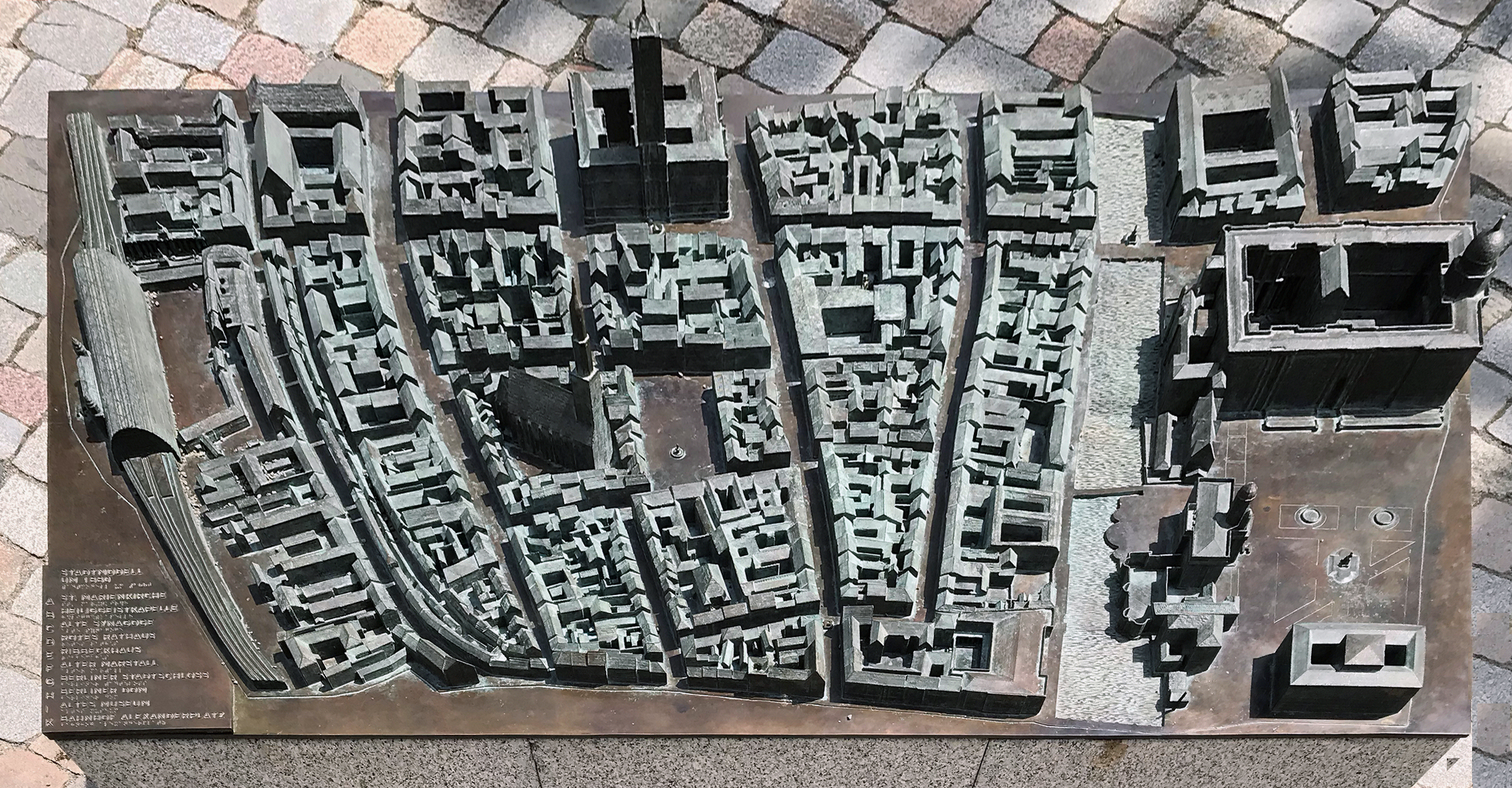
Stadtmodell mit Marienviertel und Heilige-Geist-Viertel um 1880, oben das Rote Rathaus, rechts daneben die Spandauer Straße, Nr. 68 in der unteren Bildmitte, rechts im Bild das Berliner Schloss

Die Erbauungszeit des Hauses konnte bisher nicht ermittelt werden.
Im 18. Jahrhundert befand es sich (wahrscheinlich) im Besitz der Verlegerfamilie Nicolai.
Der junge Dichter Johann Wilhelm Ludwig Gleim wohnte von 1745 bis 1747 in einer kleinen Wohnung in dem Haus. Durch ihn erhielt der Philosoph Karl Wilhelm Ramler seit 1748 hier ebenfalls ein Quartier.
Der Schriftsteller Christlob Mylius wohnte seit 1747 in einer Wohnung und holte den befreundeten Studenten Gotthold Ephraim Lessing 1748 hierher. Dieser wohnte bis 1751 dort und verfasste die Lustspiele Die Juden (angeregt durch die jüdisch geprägte Umgebung) und Der Freigeist. Von 1757 bis 1759 wohnte der junge Publizist Friedrich Nicolai im Haus seiner Mutter, ehe er die väterliche Verlagsbuchhandlung übernahm.
Der bedeutende jüdische Aufklärer Moses Mendelssohn zog 1762 mit seiner neuen Ehefrau in das Haus in der Spandauer Straße. Er konnte es nicht kaufen, da dies zu dieser Zeit für Juden in Preußen nicht möglich war. In dem Haus wurden sechs Kinder geboren, unter anderem die spätere Schriftstellerin Dorothea Schlegel. Mendelssohn machte es zu einem Zentrum der Aufklärung in Berlin, in dem sich  viele bedeutende Persönlichkeiten des Kulturlebens regelmäßig trafen. Hier verfasste er alle seine Werke dieser Zeit, einschließlich einer Bibelübersetzung.
Bald nach dessen Tod 1784 konnte die Witwe das Grundstück endlich kaufen. Sie vererbte es dem Sohn Joseph Mendelssohn, der dort 1795 ein Bankhaus gründete, das später das bedeutendste in Preußen werden sollte.
Um 1799/1800 verkaufte er es an den Bankier Salomon Veitel aus einer befreundeten und angeheirateten Familie. Nach dessen Tod 1827 wurde es von den Erben sofort verkauft.

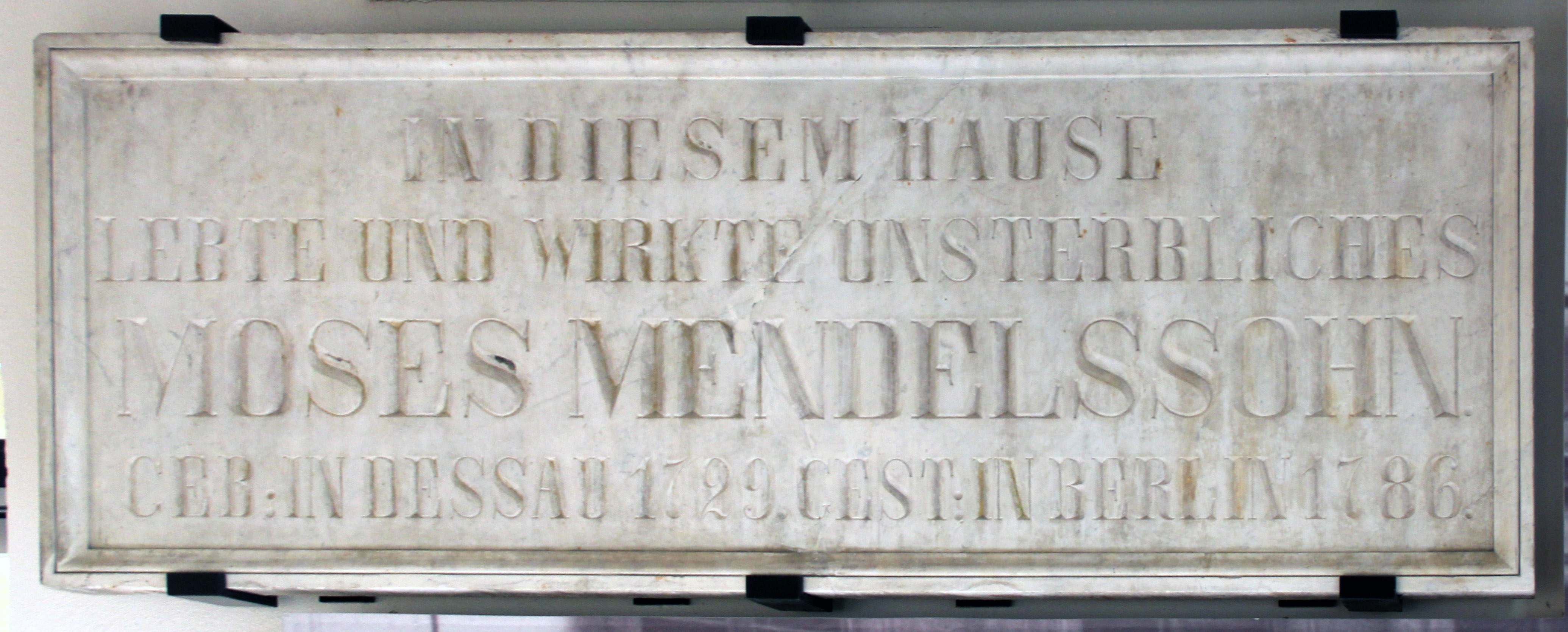
Gedenktafel von 1829

1829 wurde eine zwei Meter breite Gedenktafel für Moses Mendelssohn an der Hauswand angebracht, die noch immer dort aufzufinden ist. Diese hatte die Inschrift:

„In diesem Hause
lebte und wirkte Unsterbliches
Moses Mendelssohn.
Geb. 1729 in Dessau. Gest. 1786 in Berlin.“

In den 1850er und 1860er Jahren gehörte das Gebäude einem Kaufmann L. Lesser.
Der Weingroßhändler Peter Becker ließ das Haus 1887 abreißen und ein neues errichten. In dieser Zeit gab es durch den Neubau der benachbarten Wilhelmsstraße (vorher Papestraße, jetzt Karl-Liebknecht-Straße) eine umfassende Veränderung im Straßenbild der Umgebung. Das neue Haus blieb Wohn- und Geschäftshaus. Es wurde 1944/45 wie fast die gesamte Innenstadt zerstört und danach abgetragen.

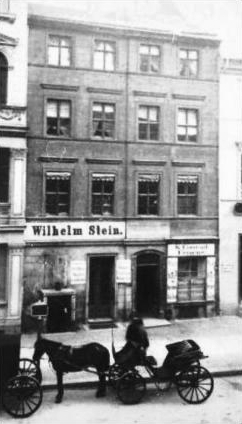
Postkartenansicht von 1886

2016 schuf der Architekt Micha Ullman ein Denkmal für das Haus und besonders den Bewohner Moses Mendelssohn. Dieses besteht aus einer Bodenskulptur, die in den Gehweg eingelassen ist (ähnlich wie sein Denkmal am Bebelplatz), unter Verwendung von Motiven eines Fotos von der Straßenfront von 1886. Daneben befindet sich eine Informationsstele zur Geschichte des Hauses.

## Architektur
Das Haus bestand aus einem Erdgeschoss, zwei Etagen und einem kleinen Dachgeschoss. Bekannt sind bisher nur eine Fotografie der Straßenseite von 1886 und eine kurze Beschreibung von Julius Rodenberg aus demselben Jahr.